# Giovanni Goria
Giovanni Giuseppe Goria (Asti, Piamonte, 30 de julio de 1943-ibídem, 21 de mayo de 1994) fue un político italiano, presidente del Consejo de Ministros de Italia entre 1987 y 1988.

## Biografía
En 1960 ingresó a la Democracia Cristiana y se interiorizó con la política local. Fue elegido para la Cámara de Diputados en 1976. Fue secretario de presupuesto entre 1981 y 1983 pasando al cargo de Ministro de Hacienda.
Lo hizo sobre la base de su estilo tratable y adaptable a la televisión.
En las siguientes elecciones de 1987, en las que su partido obtuvo buenos resultados, fue elegido primer ministro (el más joven en su país desde la Segunda Guerra Mundial). Fue forzado a renunciar en 1988 luego de que el Parlamento rechazara su presupuesto. 
Fue elegido para el Parlamento Europeo en 1989. Renunció en 1991 para ocupar el Ministerio de Agricultura de Italia. Se quedó en ese cargo hasta 1992, cuando pasó a ser ministro de Finanzas. Renunció en 1993 en medio de un escándalo de corrupción en el seno de su partido. Fue acusado de corrupción y su juicio empezó en 1994, durante el trámite del mismo falleció repentinamente de causas naturales.
- Datos: Q336259
- Multimedia: Giovanni Goria / Q336259